# Andrzej Szczodrowski
Andrzej Szczodrowski pseud. „Kafar” (ur. 24 stycznia 1947 w Tczewie, zm. 4 stycznia 2007 w Kloten) – polski multiinstrumentalista, w latach 1976–1978 związany z Budką Suflera.

## Życiorys
Grał na saksofonie altowym i basowym oraz instrumentach klawiszowych. Był członkiem założonego w 1966 przez Romualda Lipko zespołu TRAMP, który działał przy Domu Kultury WSK w Świdniku, a także członkiem świdnickiego zespołu Ikersi, który między innymi wygrał koncert debiutów na Festiwalu Piosenki w Opolu. W latach 1976–1978 współpracował z Budką Suflera, z którą koncertował oraz gościnnie pojawił się na drugim studyjnym albumie zespołu Przechodniem byłem między wami. W 1980 gościnnie wystąpił również na albumie Budki Suflera Ona przyszła prosto z chmur.  
Pod koniec lat 80. XX wieku emigrował do Szwajcarii, gdzie był kapelmistrzem orkiestr cyrkowych. Zmarł 4 stycznia 2007 w Kloten. 